# Wählhebel

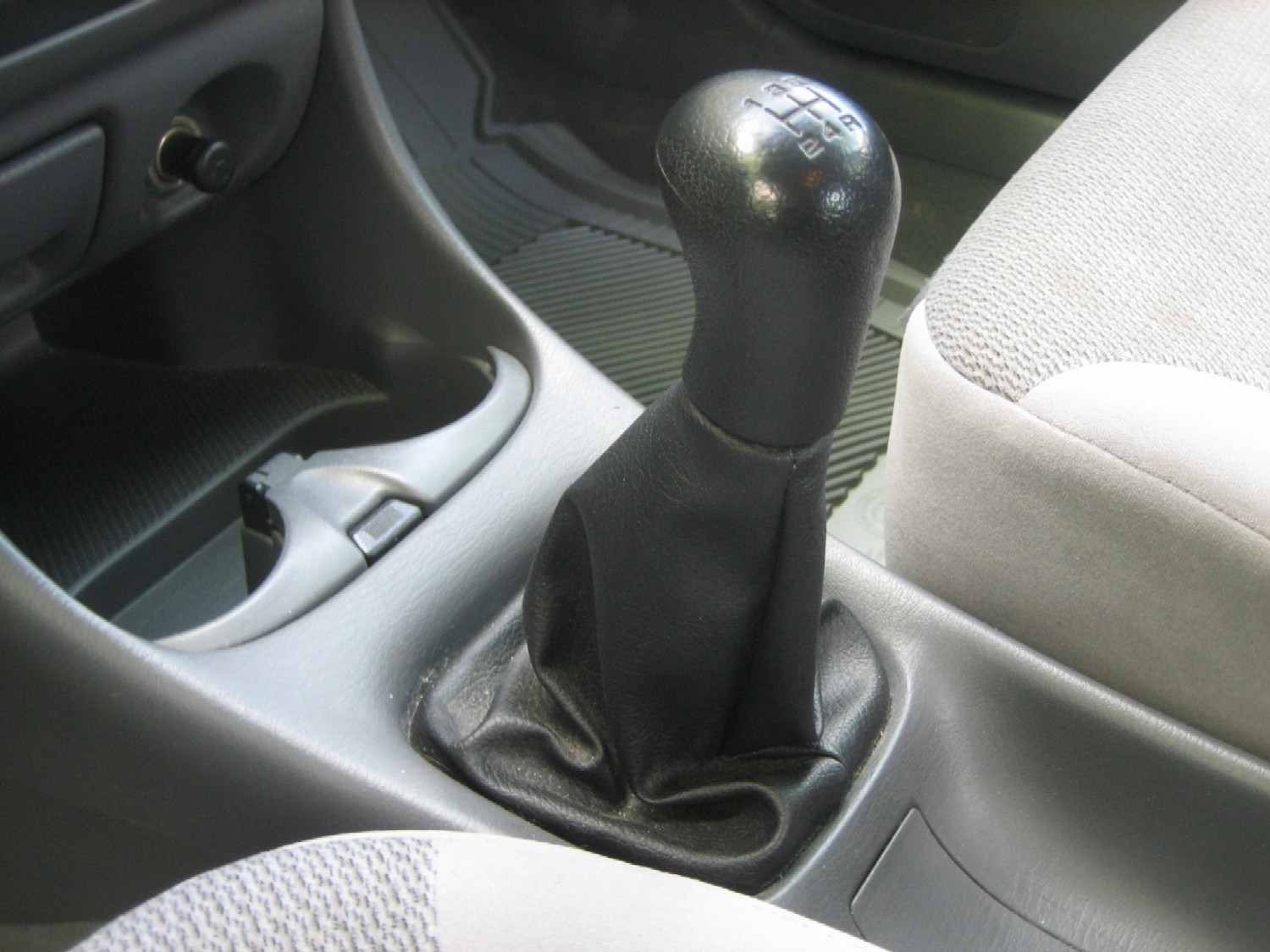
Wählhebel (Schaltknauf) an einem Handschaltgetriebe

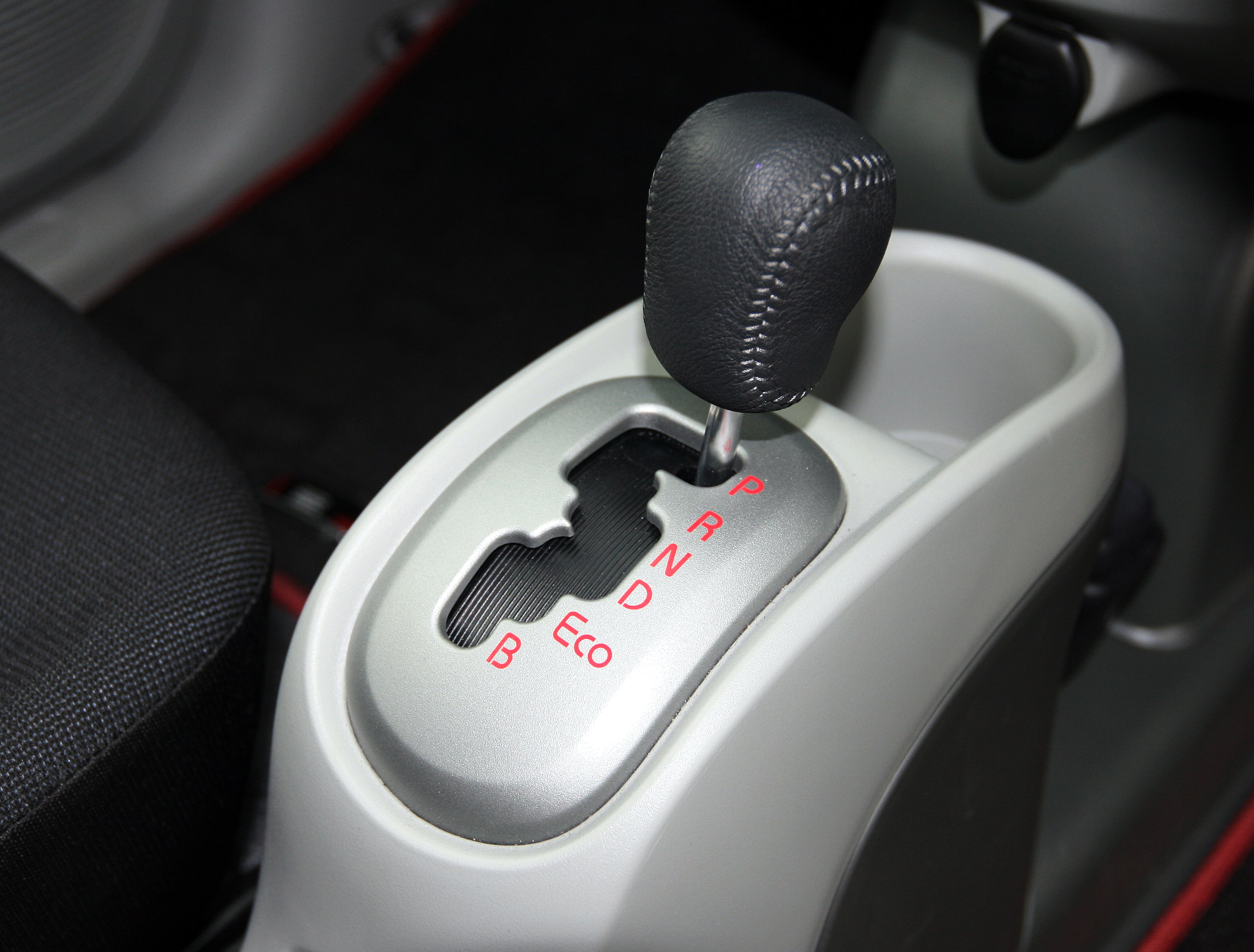
Mitsubishi iMiEV mit verbrauchsoptimiertem Schaltprogramm (Eco) und verstärktem Rekuperationsmodus (B), bei der die höhere Energierückgewinnung zu einem stärkeren Bremsmoment führt. Klar zu erkennen ist auch die Wurm- oder Labyrinthgasse, in der sich der Schalthebel bewegt.

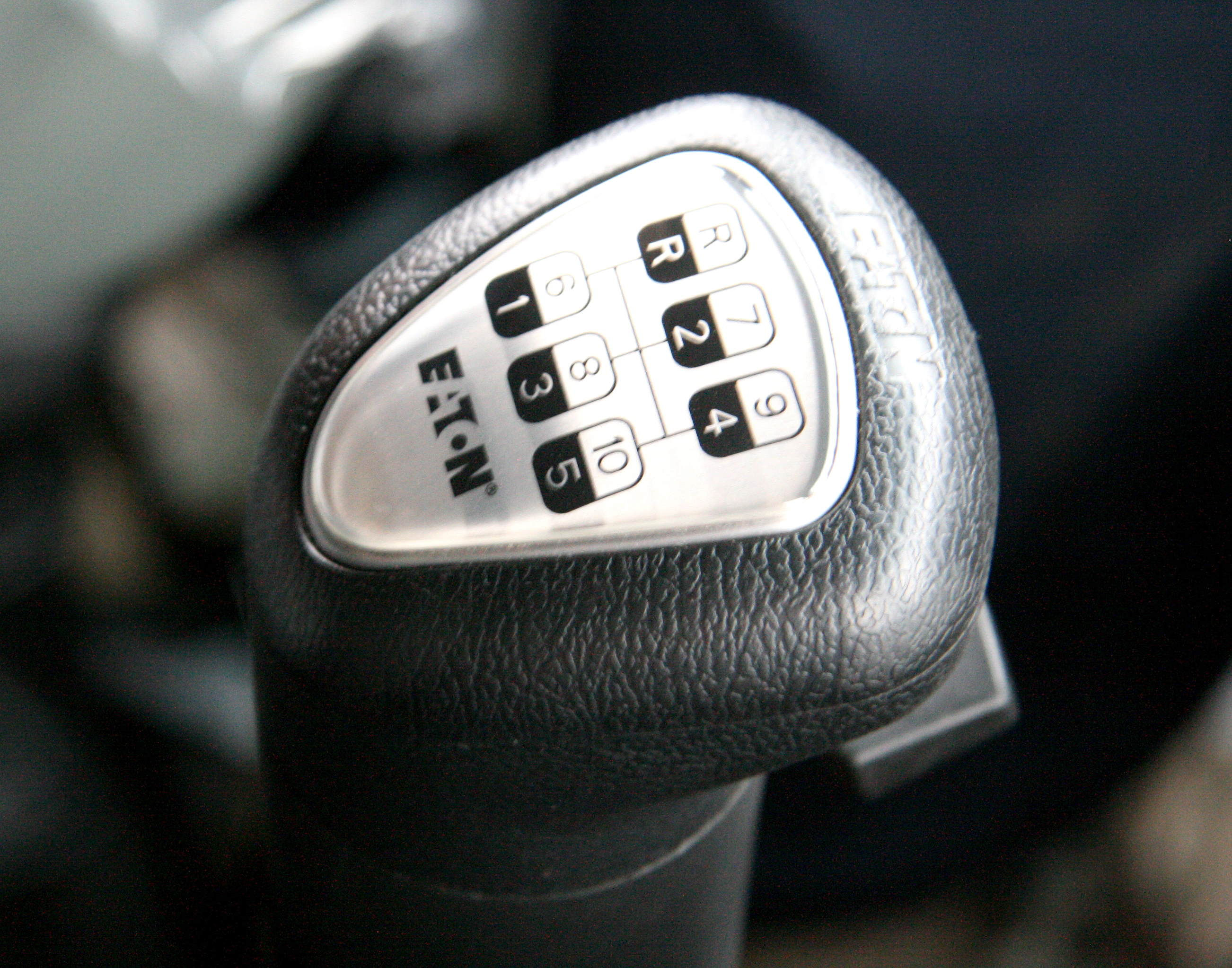
Schaltknauf eines Kenworth-Trucks mit Untersetzungsgetriebe

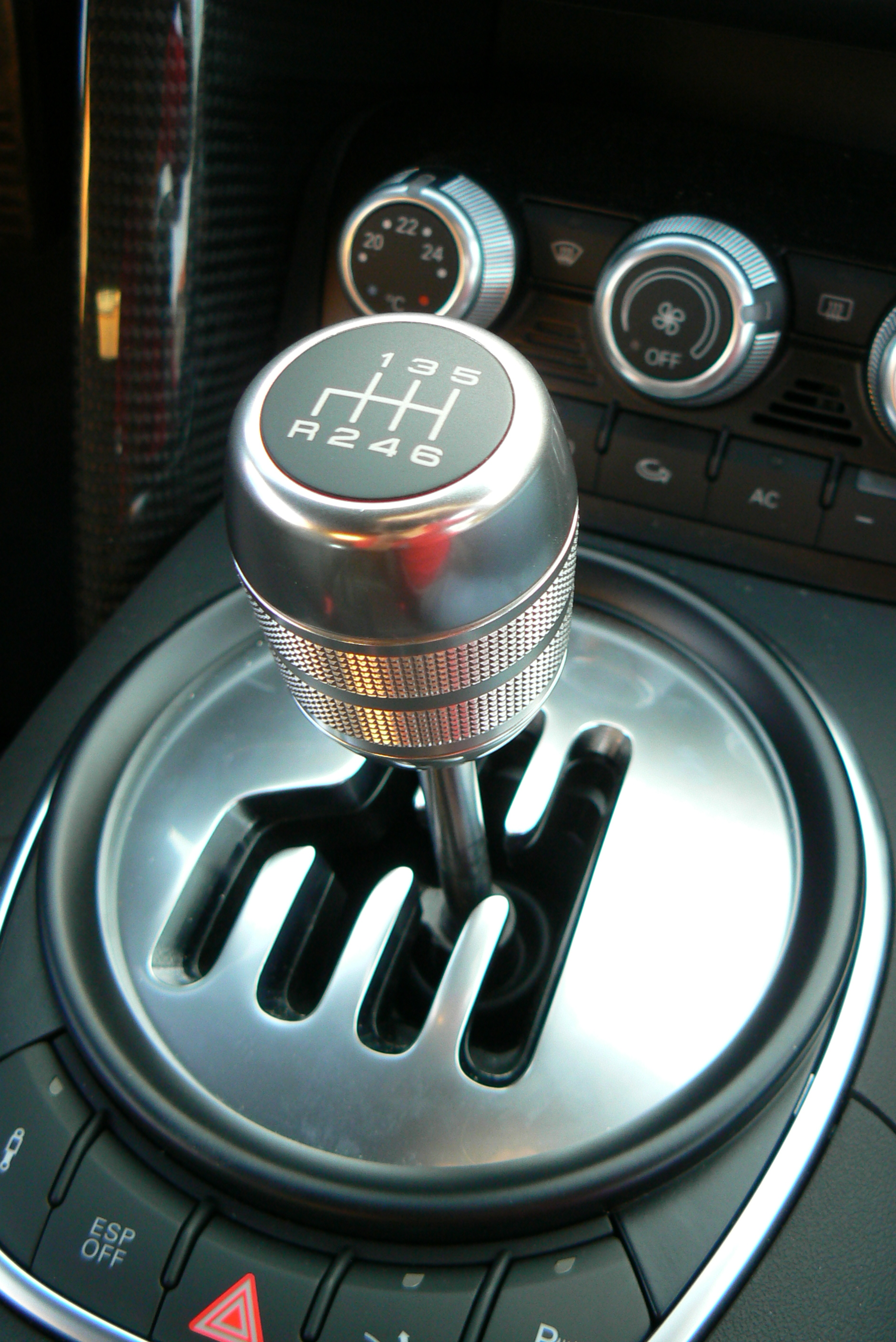
Kulissenschaltung Audi R8

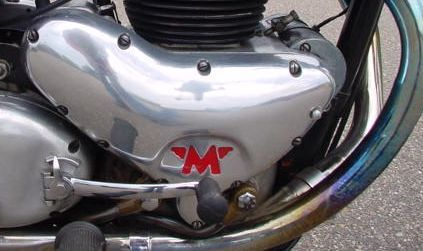
Fußschaltung eines Motorradgetriebes

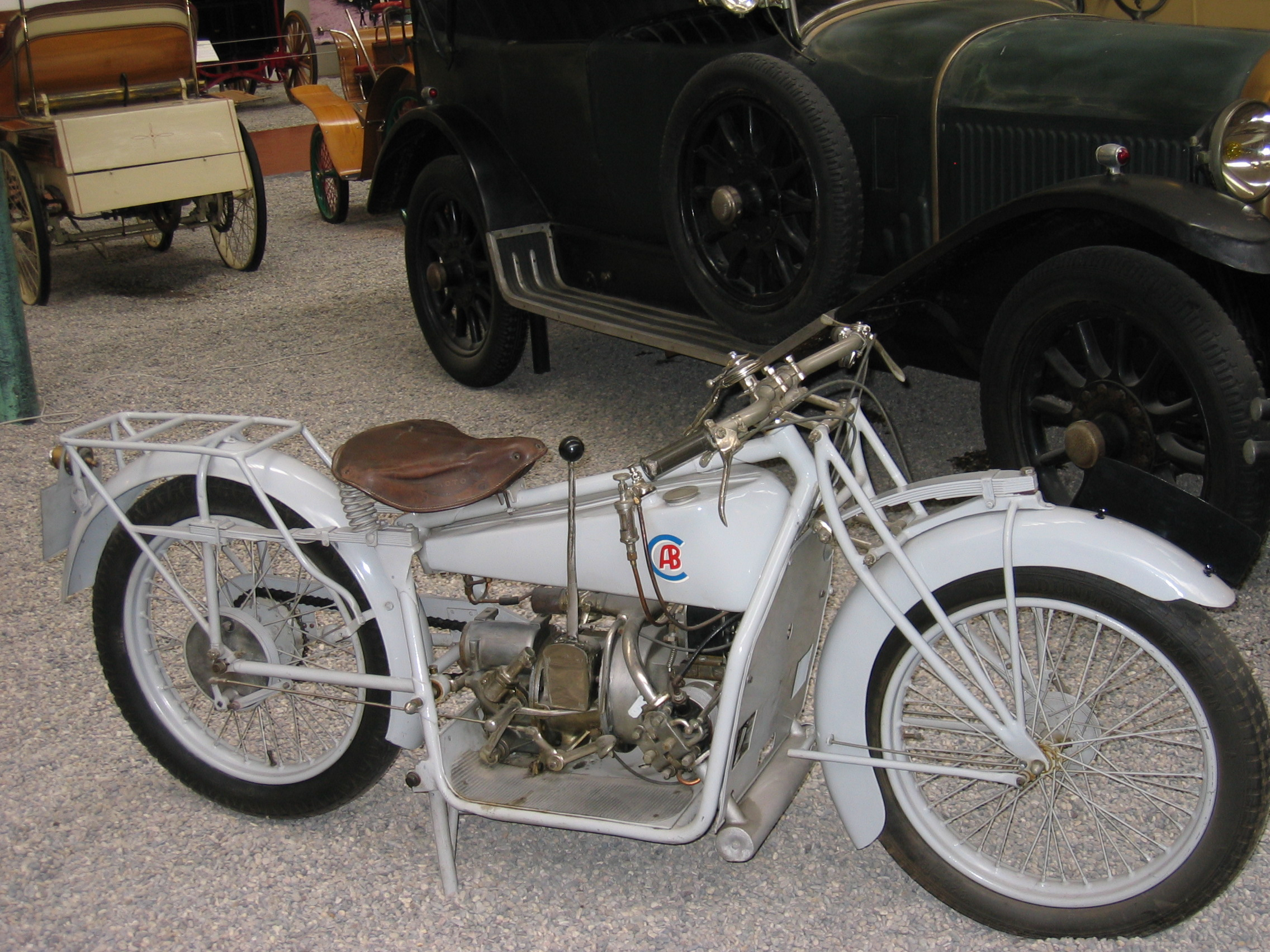
In der frühen Motorradentwicklung hatte sich die Fußschaltung noch nicht klar durchgesetzt. Alternativ wurden normale Schaltknüppel verwendet.

Ein Wählhebel (oder der Verwendungshäufigkeit nach [absteigend, laut DWDS ]: Schalthebel, Schaltknüppel, Schaltknauf, Ganghebel, Gangwahlhebel, Handschalthebel, Gangwahlschalter oder Fußschalthebel) im Sinne der Kraftfahrzeugtechnik erlaubt die Auswahl der Übersetzungsstufe des Fahrzeuggetriebes, evtl. die Trennung des Kraftflusses zwischen Motor und angetriebenen Rädern (Kupplungssteuerung) und, wenn das Getriebe über eine Drehrichtungsumkehr verfügt (Rückwärtsgang, selten bei Motorrädern), auch die Steuerung der Fahrtrichtung.
In Fachkreisen gilt dieser Wählhebel, zu dem beispielsweise der Hebel und die Schaltkulisse (siehe Bild Kulissenschaltung Audi R8) gehören, als Schaltungssystem und wird zusammen mit der Verbindung zum Getriebe (besteht beispielsweise aus Gestänge, Seilzug) als „äußeres Schaltelement“, „externe Schaltung“ oder „Schaltbetätigung“ eingeordnet. Im begrifflichen Gegensatz dazu stehen die „inneren Schaltelemente“, wie beispielsweise Schaltmuffen, Synchronringe. Funktional steuert der Fahrer über den Wählhebel das Getriebe.

## Geschichte

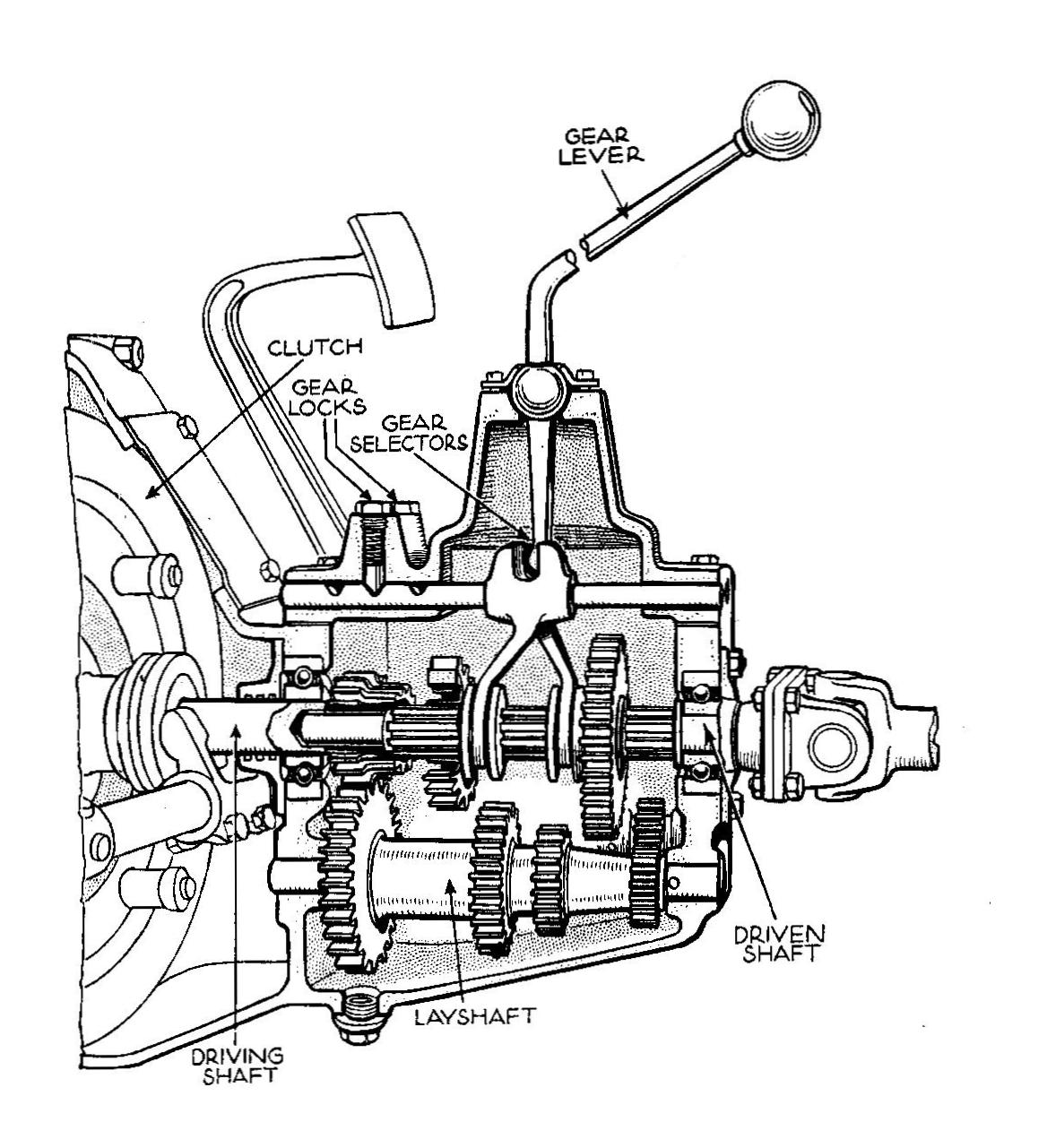
Schaltung direkt am Getriebe, wie sie noch bei älteren Traktoren anzutreffen ist

Die ersten Gangwahlhebel an Kraftwagen waren einfache Stangen, die aus dem Getriebe herausragten und so die Wahl des Ganges ermöglichten. Das Getriebe lag in der Nähe des Fahrerplatzes und konnte direkt geschaltet werden.
Eine Kulissenschaltung, bei der der Schalthebel in Gleitbahnen geführt wird, wurde erstmals 1899 im Packard Modell A verwendet und von James Ward Packard patentiert, setzte sich aber erst später allgemein durch. Bei den meisten frühen Fahrzeugen war der Hebel seitlich außen an der Karosserie angebracht, wo auch der Handbremshebel saß. Im Laufe der Fahrzeugentwicklung führten verschiedene Konzepte (Frontantrieb mit Quereinbau des Getriebes, Heckmotor, Transaxle) dazu, dass das Getriebe vom Fahrersitz wegverlegt wurde, was eine räumliche Trennung der Bedienung vom eigentlichen Getriebe erforderte.
Zunächst wurden dafür rein mechanische Lösungen entwickelt. Alternativ dazu entwickelten sich gemischte elektrisch/mechanische und rein elektrisch angebundene Wählhebel (shift-by-wire).
In Nutzfahrzeugen wird auch hydraulisch geschaltet, wobei der Fahrer über den Wählhebel einen Geberzylinder betätigt, der dann auf Arbeitszylinder im oder am Getriebe wirkt. Wegen der Druckluftversorgung für die Bremsanlage bieten sich ebenfalls elektrisch/pneumatische Schaltungen an, siehe Elektropneumatische Schaltung, EPS.

## Technik

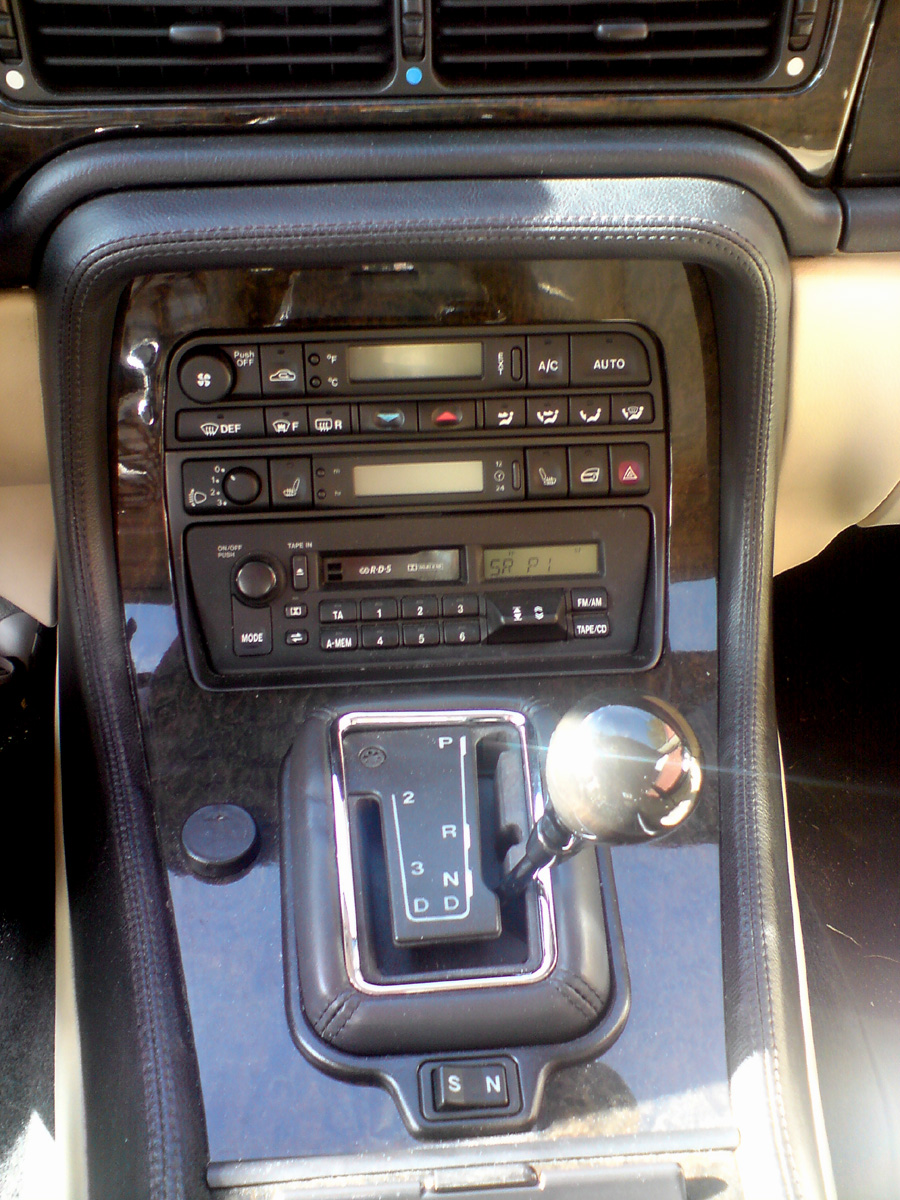
Gangwahlhebel eines Jaguar X300 mit U-förmiger Führung

Unterscheidungsmerkmal für Schaltungssysteme in aktuellen Pkw ist die Art der Anbindung an das Getriebe:
- Rein mechanische Verbindungen
- Elektrische Anbindung (Shift-by-Wire) über eine spezielle Schnittstelle oder über den Fahrzeugbus (meist CAN)

Darüber hinaus gibt es Mischformen, bei denen einige Funktionen über mechanische Verbindungselemente und andere über elektrische Verbindungen erfolgen. Die Auswahl im Einzelfall hängt von der Schnittstelle ab, die das Getriebe dem Wählhebel anbietet.
Bei automatischen Getrieben werden vom Wählhebel verschiedene Funktionen gefordert:
- Erkennung der vom Fahrer gewählten Fahrstufe und Weitergabe an das Getriebe
- Beleuchtung der Fahrstufenanzeige (teilweise)
- Hervorhebung der gewählten Fahrstufe durch die Beleuchtung (teilweise)
- Schalten der Wählhebelsperren (wenn vorhanden, dann teilweise durch das Getriebe)
- Erkennung, ob die Unlock-Taste oder P-Taste gedrückt wurde
- Gegenseitige Sperrung von Zündschloss und P-Position (von nationalen Regelungen abhängig)

Insbesondere bei Handschaltgetrieben wird auch der Rückfahrscheinwerfer über den Wählhebel geschaltet.

### Mechanische Verbindung
Die meisten Fahrzeuge besitzen eine mechanische Verbindung. Schalthebel wirken beispielsweise über ein Gestänge, eine mehrgelenkige kinematische Kette oder über Seilzüge direkt auf Stellelemente des Getriebes.
Mechanische Verbindungen sind heute auch dann häufig anzutreffen, wenn die Getriebe intern elektronisch gesteuert werden. Grund ist meist, dass man bei bewährten und zuverlässigen Getrieben eine Entwicklung zu rein elektronisch gesteuerten Getrieben mit elektronischem Wahlhebel aufgrund der Kosten möglichst hinausschiebt und über verschiedene Fahrzeugplattformen und -generationen möglichst wenig ändert.
Vorteile:
- Kostengünstiger, einfacher und robuster Aufbau.
- Meist mit einfachen Mitteln zu reparieren, vorteilhaft für die Wartung in Schwellen- und Entwicklungsländern.
- Bei Elektronik- oder Stromausfall Schalten möglich, insbesondere um die kraftschlüssige Verbindung im Getriebe zu öffnen, wenn das Fahrzeug bei Ausfall geschoben werden muss.
- Rein mechanische Getriebe können im Notfall so gesteuert werden, wie es die Elektronik nicht zuließe.

(z. B. stärkere Motorbremse durch Überdrehen des Motors bei Bremsversagen im Gefälle). 
Die mechanische Verbindung zwischen Wählhebel und Getriebe besitzt gegenüber anderen Schaltungssystemen Nachteile, da Anforderungen an deren Verlegung eine freie Positionierung im Innenraum einschränkt.
Nachteile:
- Übertragung von Körperschall in den Innenraum, weswegen beispielsweise Schwingungstilger eingesetzt werden.
- Entkoppelung der Getriebelsgerung erforderlich, damit Getriebebewegungen, beispielsweise bei Lastwechsel, nicht auf den Wählhebel zurückwirken.
- Reibung der Mechanik (Schaltkomfort)
- Wärmeabstrahlung in der Nähe der Abgasanlage
- Abdichtungs- und Geräuschprobleme (NVH) bei den benötigten Durchgangsöffnungen zum Innenraum
- Crashverhalten der gesamten äußeren Schaltung
- Gefahr für andere Fahrzeugkomponenten durch Missbrauch und Fehlbedienung, zum Beispiel Überdrehen des Motors beim Verschalten oder Beschädigung der Synchronringe durch unvollständig getrennte Kupplung („Gruß vom Getriebe“)
- Eingeschränkte Verlegung, z. B. durch minimale Biegeradien der Seilzüge oder gerade Abschnitte in der Gestängeführung.

Dazu kann bei einigen Fahrzeugen der Verschleiß im Getriebe zunehmen, wenn beispielsweise der Fahrer dauerhaft seine Hand auf dem Schaltknauf ruhen lässt.
Auch wenn durch den Einstieg der Schwellenländer in den Individualverkehr die Nachfrage nach den robusten und günstigen Handschaltgetrieben steigen wird, dürften bei Neuentwicklungen in den höheren Fahrzeugsegmenten zunehmend ausschließlich elektronische Automatikgetriebe angeboten eingesetzt werden, wodurch sich rein elektronische Getriebe stärker verbreiten werden.

### Shift-by-Wire
Shift-by-wire-Systeme (als Teil von Drive-by-Wire) haben nur eine elektrische Verbindung zum Getriebe. Dazu ist im Getriebe eine Aktuatorik notwendig, die elektrische Signale in Gang- oder Fahrstufenwechsel umsetzt. Der Anschluss des Wählhebels erfolgt über elektronische Schnittstellen, die neben der Gangwahl auch die Beleuchtung im Wählhebel steuern können. Für das Interieur-Design und die Fahrzeugproduktion stellt in der Praxis der Fahrzeugbus (meist CAN) eine einfache und flexible Möglichkeit dar, den Wählhebel mit dem Getriebe zu verbinden. Eine weitere Möglichkeit bietet die Kommunikation über Pulsweitenmodulation mit festgelegten Tastverhältnissen. Übernimmt das Getriebesteuergerät die entsprechenden Aufgaben, können Shift-by-wire-Systeme ohne Mikrocontroller mit Software am Wählhebel auskommen. Bei Shift-by-Wire-Systemen hat der Wählhebel häufig ein eigenes Steuergerät. Dieses leistet die Erfassung der Wählhebelposition, das mechanische Sperren unzulässiger Positionen, (sofern vorgesehen) die Beleuchtung der eingelegten Fahrstufe und die Kommunikation auf dem Fahrzeugbus über die Wahlhebelposition. Die Entscheidung, ob und ab welcher Geschwindigkeit eine bestimmte Fahrstufe geschaltet werden darf (z. B. Rückwärtsgang bei hoher Geschwindigkeit), wird üblicherweise vom Getriebesteuergerät getroffen.
Vor- und Nachteile
Vorteile von Shift-by-Wire:
- Bei der Anbindung über den CAN-Bus reichen zwei Leitungen für den Bus plus Stromversorgung (insbesondere Zündungsplus, Dauerplus und Masse) aus, um alle Informationen mit dem Getriebe und anderen Steuergeräten (z. B. Kombiinstrument) auszutauschen.
- Der Wählhebel kann frei im Arbeitsbereich des Fahrers platziert werden, die Anbindung erfolgt über frei verlegbare elektrische Verbindungen.
- Bei geeigneter Auslegung kann der Wählhebel einfach für den Einbau in mehreren Plattformen und Baureihen unverändert übernommen oder durch Konfiguration der Software angepasst werden.
- Schnelle Montage bei der Fahrzeug-Produktion, während mechanische Verbindungen zusätzliche Installations- und Einstellarbeiten beim Einbau erfordern können.
- Freie Wahl bei der Art der Betätigung, Betätigungskräften und -wegen, Betätigungssperren
- Zusatzfunktionen wie Force-Feedback, automatisches Ein- und Ausfahren des Wählhebels
- Durch die fehlende mechanische Verbindung gelangen weniger Störgeräusche vom Getriebe in die Fahrgastzelle

Nachteile von Shift-by-Wire:
- Im Gegensatz zu mechanischen Verbindungen ist kein stromloses Schalten möglich.
- Es gibt keine erzwungene Verbindung von Fahrstufe und Wählhebelstellung, so dass das Getriebe eine zeitliche Verzögerung gegenüber der Wählhebelstellung hat.
- Wenn die Aufgaben nicht mehr vom Steuergerät des Getriebes übernommen werden, benötigt der Wählhebel ein eigenes Steuergerät (Embedded System) mit eigener Software und einem Mikrocontroller.
- Wegen der Entkoppelung von Getriebestellung und Wählhebelstellung werden bei Shift-by-Wire-Schaltungen häufig nur Tippschaltungen angeboten. Dabei erlaubt die Wählhebelstellung keinen Rückschluss auf die eingelegte Fahrstufe. Die im Getriebe eingelegte Fahrstufe wird je nach System dem Fahrer durch Anzeigen im Kombiinstrument oder am Wählhebel selbst signalisiert, diese Anzeigen sind mit dem Getriebe und nicht mit der Wählhebelposition synchronisiert.

## Bedienung

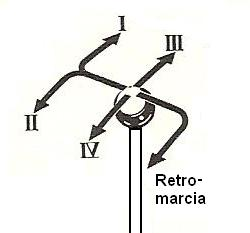
Beispiel für eine 4-Gang-H-Schaltung

Die Art der Bedienung hängt vom Getriebe ab. Handschaltgetriebe haben üblicherweise eine Auslegung als H-Schaltung (4-Gang) oder entsprechende Erweiterungen.
Bei automatisierten und automatischen Getrieben haben sich in Anlehnung an gesetzliche Vorgaben vier Bezeichnungen international eingebürgert, von denen nur selten abgewichen wird:
P: „park“ (Parkstellung mit mechanischer Verriegelung des Getriebes gegen Wegrollen)
R: „reverse“ (Rückwärtsgang)
N: „neutral“ (Leerlauf)
D: „drive“; „Dauerbetrieb“ (Vorwärtsfahrt mit automatischer Gangwahl)
Darüber hinaus gibt es gesetzliche Anforderungen, dass unterhalb von 40 km/h eine höhere Bremswirkung vorhanden sein muss. Dadurch kann die Motorbremswirkung in Gefällestrecken besser ausgenutzt werden und die Gefahr, dass die Bremsen überhitzen, ist geringer.

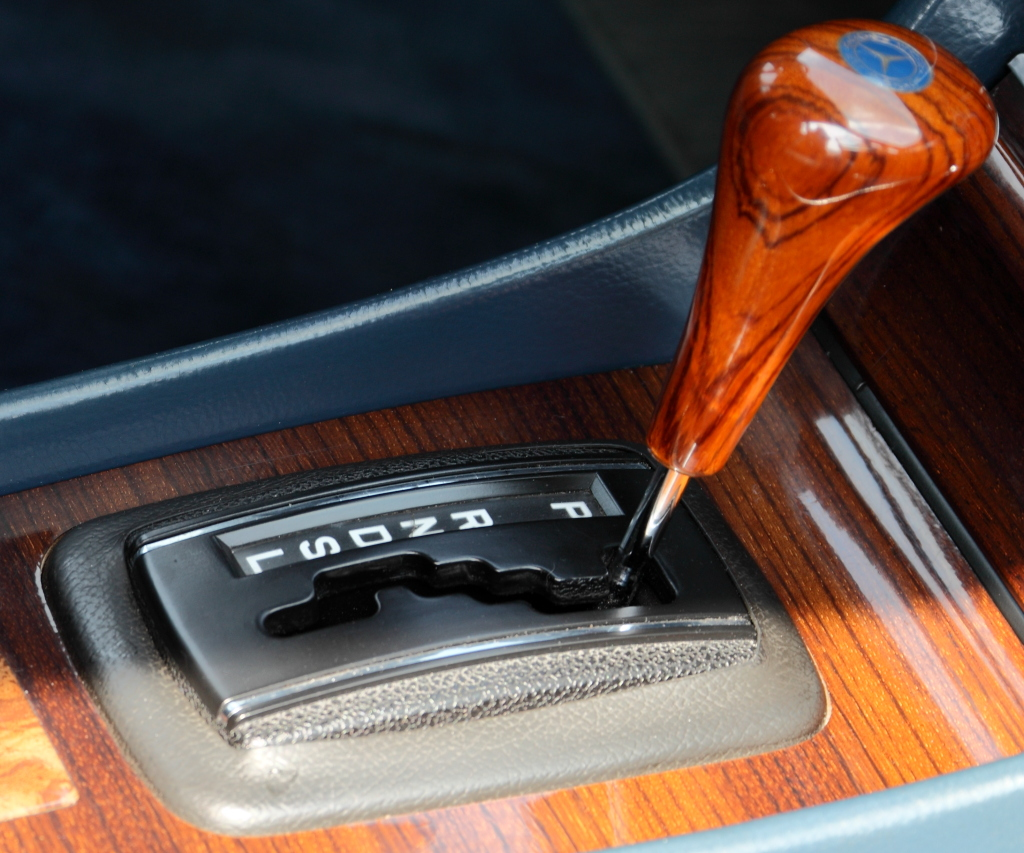
Die niedrigen Übersetzungsstufen wurden in einem Mercedes 450 SE (W116) noch als S und L dargestellt. Einen Sportmodus gab es zu der Zeit noch nicht

Diese Funktion wird vom Getriebe dadurch umgesetzt, dass die höheren Gänge gesperrt werden und am Wählhebel auf verschiedene Arten angeboten:
- Neuere Getriebe verfügen über eine manuelle Tipp-Gasse (siehe auch Tiptronic), die beispielsweise mit „M“ als stabiler Mittelstellung zwischen „+“ (hochschalten) und „-“ (herunterschalten) liegt.
- Ältere Getriebe (z. B. Mercedes) haben die Stufen „S“ und „L“ (höchstes Motorbremsmoment), oder „3“, „2“ und „1“, wenn keine Tippgasse vorhanden ist.

Diese Fahrstufen reihen sich üblicherweise hinter D ein, bekannte Schemata sind P-R-N-D-S-L oder P-R-N-D-3-2-1.
Weitere, regelmäßig anzutreffende Bezeichnungen am Wählhebel sind:
- „S“ (Sport) für einen Sportmodus, der wie D automatisch schaltet, aber eine „sportlichere“ Schaltstrategie verfolgt. Da solche Getriebe auch eine Tippgasse besitzen, mit der die Motorbremswirkung im Gefälle gesteuert werden kann, ist die Verwechslung mit „S“ als niedrige Übersetzung für Fahrten im Gefälle ausgeschlossen.
- „E“ (Economy) für besonders sparsame Schaltstrategien
- „B“ bei Hybridfahrzeugen, um die Bremswirkung durch Rekuperation zusätzlich mit der Motorbremse und Herunterschalten zu erhöhen, beispielsweise weil bei Bergabfahrt die Bremswirkung durch Rekuperation nicht ausreicht[11]

Gelegentlich werden solche Optionen über weitere Schalter für das Fahrprogramm am Wählhebel realisiert. Bei Allradfahrzeugen werden auch Steuerungselemente des Allradantriebes in der Nähe des Gangwahlhebels platziert, sofern Differentialsperren geschaltet werden können.

### Parkposition
Die Position P muss eine zusätzliche Sicherung des Fahrzeugs gegen Wegrollen bewirken, diese Funktion wird häufig durch eine mechanische Sperre im Getriebe realisiert.
Nach zahlreichen Unfällen mit „Selbstläufern“ wurde es üblich, dass die Position P nur verlassen werden kann, wenn der Fahrer die Betriebsbremse betätigt. Bei den Selbstläufern hatten die Fahrer angegeben, dass ihr Fahrzeug beschleunigt habe, obwohl sie auf die Bremse getreten haben. Viele dieser Unfälle wurden auf eine Verwechslung von Brems- und Gaspedal zurückgeführt, aufgrund der öffentlichen Aufmerksamkeit erlitten die betroffenen Fahrzeughersteller dennoch Umsatzrückgänge. Das Prinzip, dass bei betätigter Bremse die Motorsteuerung das Gaspedal ignoriert, hat sich inzwischen weit verbreitet und wird nach der Berichterstattung 2009 über angebliche Selbstläufer von Toyota immer mehr bei Handschaltgetrieben angewendet.
In manchen Ländern ist darüber hinaus eine Sperre des Zündschlosses vorgeschrieben (Parksperre, Keylock, Interlock), so dass der Zündschlüssel nur dann abgezogen werden kann, wenn Gangwahlhebel und Getriebe auf P stehen. Umgekehrt darf sich der Wählhebel nicht aus P verschieben lassen, wenn die Zündung nicht über den Zündschlüssel eingeschaltet wurde. Durch diese Regelung ergeben sich global etwas unterschiedliche Bedienkonzepte hinsichtlich der Sperren im Wählhebel:
1. Wenn der Zündschlüssel unabhängig von der Wählhebelstellung abgezogen werden kann (überwiegend in Europa), sind in der Regel Sperren vorhanden, die einen Wechsel von D nach N oder von R nach N oder P verhindern, bis der Fahrer auch das Bremspedal tritt.
2. Bei Ländern, in denen der Zündschlüssel nur in der Position P den Motor ausschalten kann und abgezogen werden darf (USA, Kanada), fehlen solche Sperren üblicherweise.

Durch die jeweiligen Konzepte wird sichergestellt, dass der Fahrer auch bei einem technischen Problem die Kraftübertragung im Antriebsstrang in jedem Fall unterbrechen kann, entweder durch Ausschalten der Zündung (Konzept 1) oder durch Schalten in N (Konzept 2).
Einige Bedienkonzepte haben in Verbindung mit Shift-by-Wire eine Auto-P-Funktion. Dabei wird vom Getriebe automatisch P eingelegt, wenn eine (je nach Hersteller unterschiedlich berücksichtigte) Kombination der folgenden Umstände eintritt: Fahrzeug steht, Fahrersitz nicht (mehr) belegt, Zündschlüssel abgezogen oder Türe wird geöffnet.
Abweichend zu manchen nationalen Gesetzen gibt es für bestimmte seriennahe Sonderfahrzeuge eine Motorweiterlaufschaltung, bei der der Motor in P trotz abgezogenem Zündschlüssel weiterlaufen kann.

### Monostabile und multistabile Wahlhebel
Die ersten Wahlhebel für Automatikgetriebe waren multistabil, d. h. der Wählhebel ordnete jeder möglichen Position eine stabile Stellung des Wählhebels zu. Diese Eigenschaft ergab sich aus der rein mechanischen Verbindung zwischen Wählhebel und Getriebe.
Seit den ersten manuellen Schaltgassen (Tiptronic-Gasse) ist nicht mehr jede Position stabil. Steht der Wählhebel in der manuellen Gasse (M), dann können + und - nur mit Tippen geschaltet werden. Nachdem der Fahrer losgelassen hat, kehrt der Wählhebel in die M-Position zurück.
Neuere Konzepte sind vollständig monostabil, d. h. alle Positionen können durch Tippen geschaltet werden. Bei diesem Konzept kann, ähnlich der sequenziellen Schaltung eines Motorrades, der Gang nicht mehr an der Wählhebelstellung erkannt werden, sondern der Fahrer braucht eine zusätzliche Ganganzeige.

#### Tasten
Wählhebel können je nach Ausführung mechanische oder elektrische Tasten für die folgenden Funktionen besitzen:
- P-Taste: Bei monostabilen Wählhebeln kommt die Fahrstufe P üblicherweise nicht im Schaltschema vor. P kann zwar durch die Bewegung des Wählhebels verlassen werden, es ist aber nicht möglich, durch eine Bewegung des Wählhebels in P zurückzukehren. Die Fahrstufe P wird in diesen Fällen über eine eigene Taste eingelegt.
- Unlock-Taste: Sie ist bei vielen Wählhebeln vorhanden und muss betätigt werden, um den Wählhebel von einer Fahrstufe zur nächsten zu bewegen. Dadurch wird ein versehentliches Betätigen des Wählhebels vermieden. Als Alternative zur Unlock-Taste besitzen manche Automatik-Wählhebel eine Wurm- oder Labyrinth-Gasse.
- M-Taste: Wenn am Wählhebel die Tippgasse fehlt und stattdessen Paddles am Lenkrad für die manuelle Gangwahl vorgesehen sind, kann mit der M-Taste die manuelle Fahrstufe (M) gewählt und die Steuerung auf die Paddles gelegt werden.

#### Shiftlock
Bei den meisten Getrieben ist eine Sperre für den Rückwärtsgang vorgesehen. Während Schaltgetriebe meist eine mehrachsige Bewegung erfordern (drücken/ziehen in einer Richtung und Schieben des Wählhebels quer dazu) besitzen automatische Getriebe oft weitere Sperren, die das freie Verschieben des Wählhebels nur unter bestimmten Bedingungen zulassen.
Meist betrifft dies R und D, die erst nach Betätigung der Bremse und eventuell anderen Bedingungen (z. B. nur bei laufendem Motor) betätigt werden können. Um diese Funktionen bereitzustellen, werden elektrisch gesteuerte Magnete oder Sperrklinken verwendet.

#### Weitere Funktionen
Gelegentlich ist auch eine „Schaukelfunktion“ für niedrige Geschwindigkeiten vorgesehen, bei der ein schneller Wechsel (innerhalb von 1 bis 2 Sekunden) zwischen R – N – D und zurück ohne Betätigung der Bremse möglich ist, da sich bei festgefahrenen Fahrzeugen diese Methode zum „Freischaukeln“ bewährt hat. Das ist in der Regel keine Funktion des Wählhebels, sondern des Getriebesteuergerätes, da üblicherweise dieses die Betätigung des Bremspedals überwacht.

### Betätigung
Während die meisten Bedienelemente eine Fortentwicklung der mechanischen Wählhebel sind, erlauben Shift-by-Wire-Schaltungen ganz andere Betätigungskonzepte, beispielsweise die Auslagerung von Funktionen aus dem Wählhebel in Lenkradschalter.

#### Tastenschaltung

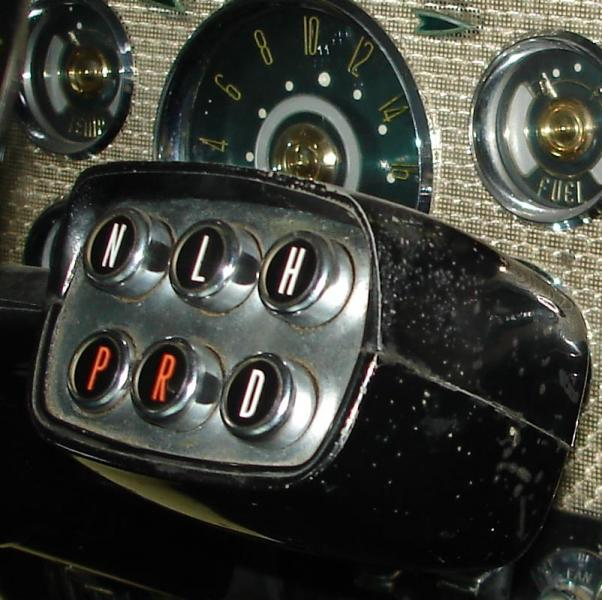
Push Button Selector (Tastenschaltung) für das Packard-Automatikgetriebe Twin Ultramatic, hier in einem Executive Serie 5670

Prinzipiell lässt sich die Schaltfunktion bei automatischen Getrieben nicht nur durch Hebel, sondern ebenso durch Schalter realisieren.
Ein Beispiel für eine Drucktastenschaltung findet sich bei Chrysler in Verbindung mit dem TorqueFlite-Automatikgetriebe das ab ca. 1956 als „Push-Button Drive“ beworben wurde.
Die N-Position betätigte bei eingeschalteter Zündung gleichzeitig den Anlasser. Zunächst fehlte noch die P-Position mit der Getriebeverriegelung, die es erst in späteren Modellen gab. Aus rechtlicher Sicht war das damals kein Problem, denn die ersten US-Gesetze (FMVSS), die bestimmte Anforderungen an den Wählhebel stellten, wurden erst Ende der 1960er Jahre erlassen.
Das bekannteste Fahrzeug mit dem „Push-Button Drive“ dürfte der Plymouth Fury sein, der als Hauptdarsteller in dem Horror-Film Christine verwendet wurde, allerdings wird er in der Romanvorlage fehlerhaft beschrieben.
Bei Ford-Edsel-Modellen wurden die Tastenschaltungen in die Mitte des Lenkrades eingebaut und als Teletouch bezeichnet. Die Touchbutton-Ultramatic-Getriebe von Packard wurden ebenfalls über eine Tastenschaltung bedient.
Während der Chrysler Push-Button Drive rein mechanisch mit dem Getriebe verbunden war, wurde das Getriebe bei Packard und beim Edsel elektrisch gesteuert, was in beiden Fällen zunächst weniger zuverlässig als bei Chrysler gelang.
Renault bot ab 1963 für die Typen Renault Dauphine, 8 und 10 ein halbautomatisches Getriebe mit Magnetpulverkupplung und Drucktastenschaltung an.
Auch in aktuellen Nutzfahrzeugen sind Tastenschaltungen zu finden. Für aktuelle Fahrzeuge mit rein elektrischem Wahlhebel werden vereinzelt passende Tastaturen von Drittanbietern gefertigt.

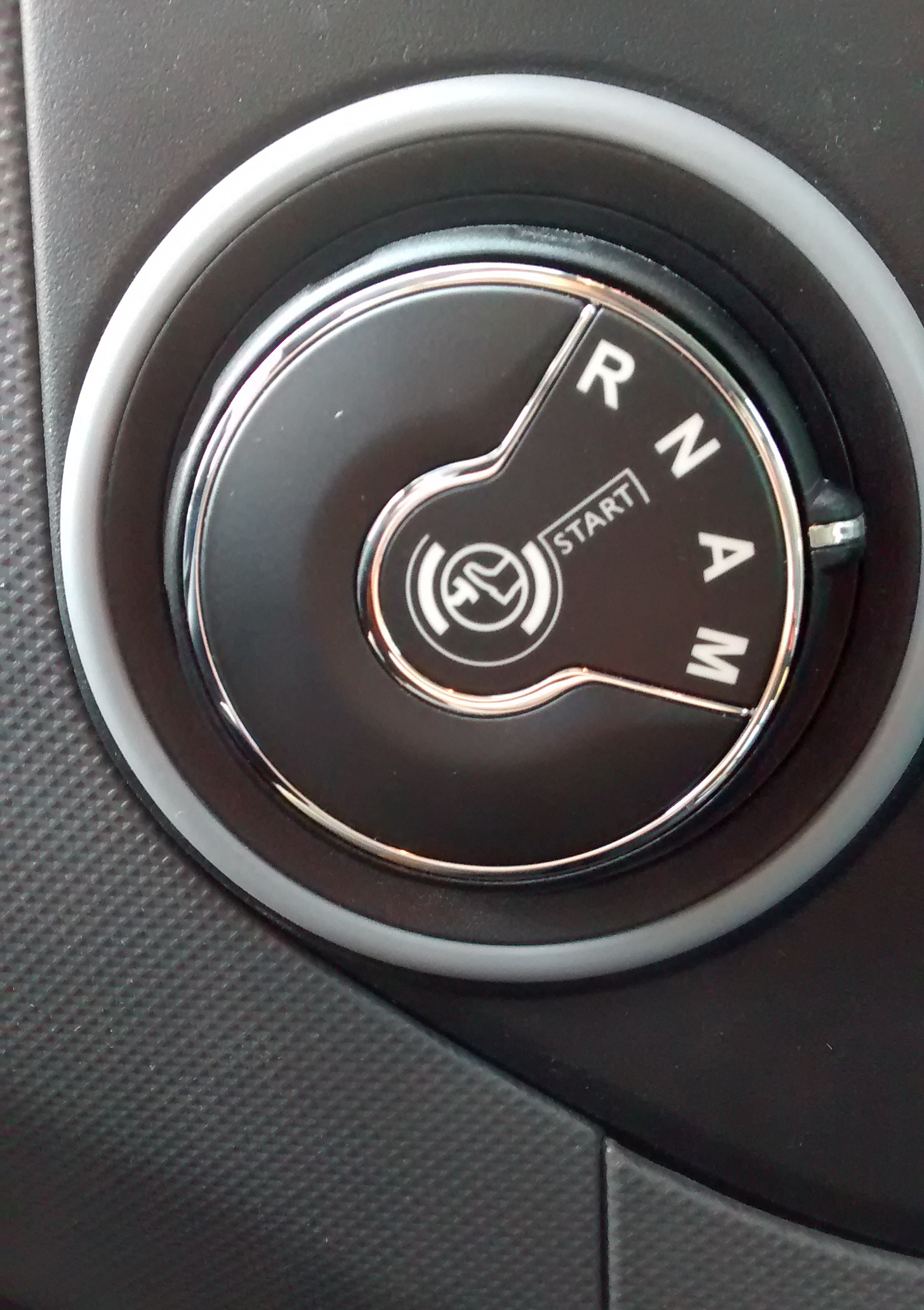
Drehschalter PSA

#### Drehschalter
Als weitere Alternative für Automatikgetriebe sind Drehschalter schon seit längerem bekannt.
Während sie früher eher selten waren, finden sich mittlerweile vermehrt Fahrzeuge mit dieser Variante der Getriebesteuerung:
- Range Rover Evoque[18]
- Beim Jaguar XF fährt der Drehschalter erst bei Betätigen des Start-Buttons aus[19]
- Chrysler 200
- diverse LKW-Modelle (zb DAF, MAN)
- teilweise Ford-Modelle
- Stellantis/Toyota-Modelle, teilweise

Da Drehschalter für die manuelle Schaltung (M) des Getriebes nicht den üblichen Betätigungsgewohnheiten entsprechen, wird manuelle Schaltung durch Lenkradtasten oder -wippen bereitgestellt.

## Einbauposition

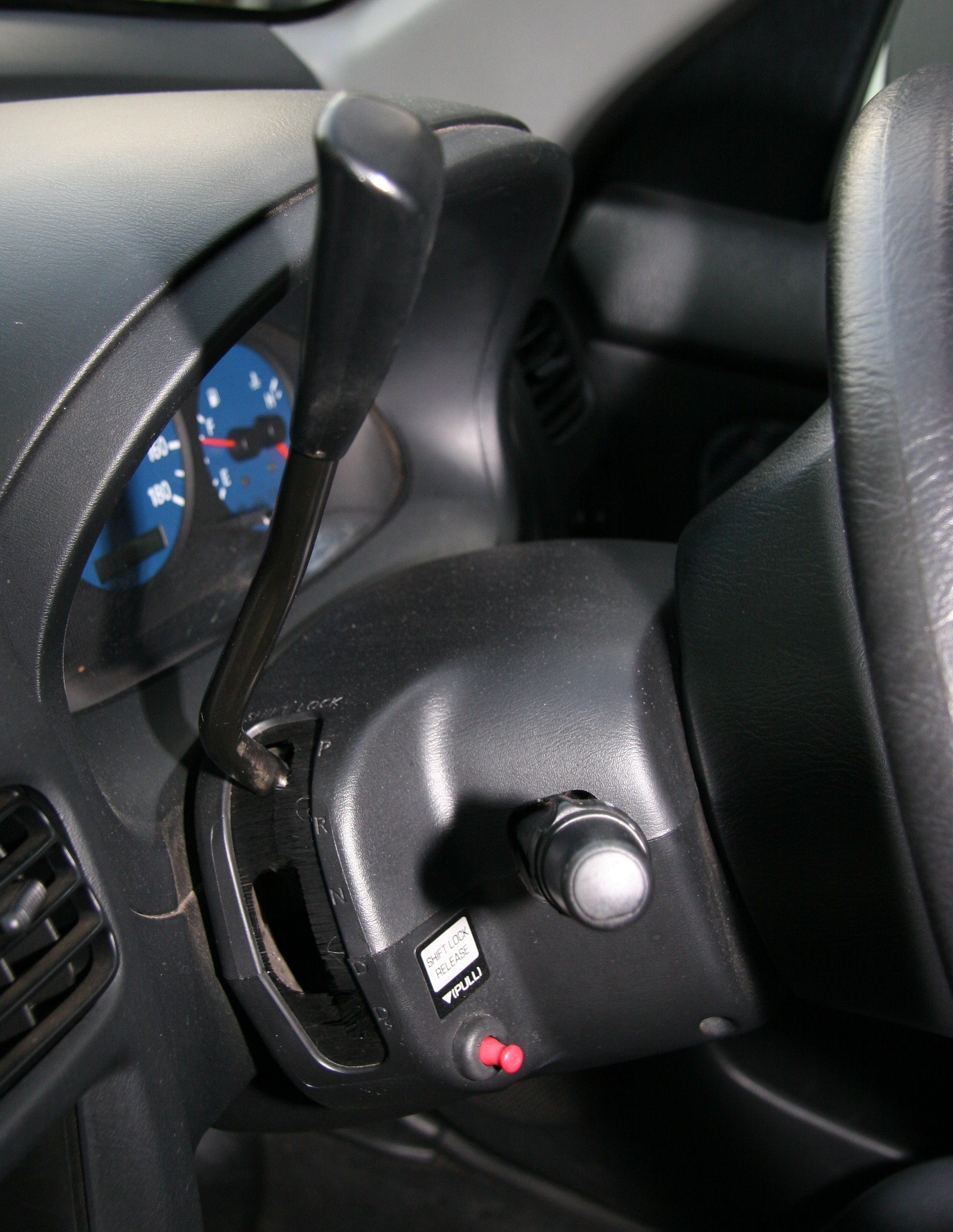
Umgekehrter Drehsinn einer Lenkradschaltung bei einem Rechtslenker (Nissan Cube). Diese Drehrichtung wäre in USA und Kanada nicht zulassungsfähig.

Bei manchen Gangwahlhebeln hängen Aufbau, Richtung der Betätigung und die Reihenfolge der Automatik-Positionen davon ab, ob das Fahrzeug als Rechtslenker oder als Linkslenker gebaut wurde.

### Mittel- und Cockpitschaltung (Knüppelschaltung)
Meist findet man die Schalteinrichtung bei Pkw in der Mitte, etwas vor den Frontsitzen (Mittelschaltung oder Mittelkonsolenschaltung). Bei Automatikgetrieben wird gelegentlich eine Wurm- oder Labyrinth-Gasse verwendet. Dadurch reduziert sich die Gefahr einer versehentlichen Betätigung, weil der Wählhebel nacheinander in zwei Richtungen bewegt werden muss, um eine andere Fahrstufe einzulegen.
Ein Nachteil der Mittelschaltung ist, dass sie die Beinfreiheit einschränkt und den Durchstieg zwischen Fahrer- und Beifahrersitz nahezu unmöglich macht, beziehungsweise die Mitnahme einer dritten Person auf den Vordersitzen nicht möglich ist. Dies ist vor allem bei Nutzkraftwagen häufig aber wichtig, weshalb hier häufig eine sogenannte Cockpitschaltung (auch Armaturenbrettschaltung, Dashboard-Schaltung) eingebaut wird, bei der sich die Schalteinrichtung am Armaturenbrett befindet.
Als Bedienelement der Mittelschaltung wird meist ein Schaltknüppel verwendet, weshalb sie üblicherweise Knüppelschaltung genannt wird. Selten gibt es aber auch Kombinationen einer Mittelschaltung mit einem Drehschalter oder Tasten/Knöpfen. 

### Lenkradschaltung

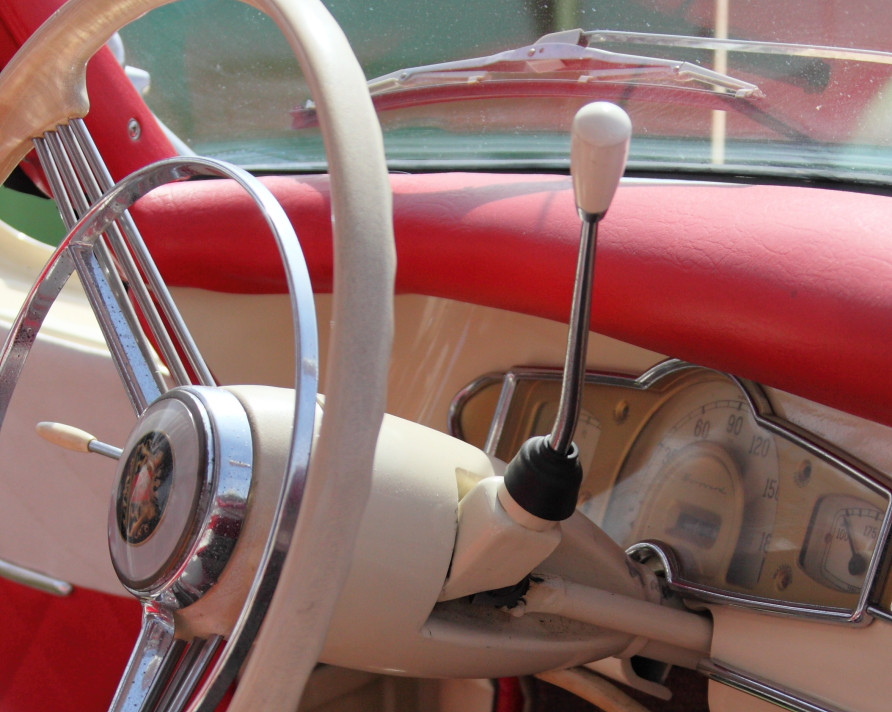
Lenkradschaltung der Borgward Isabella (4-Gang-Handschaltgetriebe).

Die Lenkradschaltung war von den 1940er- bis Ende der 1970er-Jahre eine verbreitete Art der Getriebebetätigung, bei der der Schalthebel an der Lenksäule angebracht ist, jeweils auf der Innenseite, d. h. rechts, und bei Wagen mit Rechtssteuerung links an der Lenkradsäule.
Der umgangssprachliche Begriff „Lenkradschaltung“ hatte sich durchgesetzt, obwohl der Schalthebel nicht am Lenkrad, sondern am Lenkstock montiert ist. Vereinzelt wird der technisch genauere Begriff „Lenkstockschaltung“ oder „Lenksäulenschaltung“ verwendet.
In früheren Zeiten hatten PKW oft eine durchgehende vordere Sitzbank und keine Mittelkonsole, so dass bei größeren PKW zwei Passagiere neben dem Fahrer sitzen konnten, was bei Mittelschaltung unmöglich war. Bei Handschaltgetrieben an der Lenksäule war es teilweise schwieriger, den passenden Gang oder den Leerlauf zu finden, als bei einem H-Schema auf der Mittelkonsole - vor allem bei mehr als 3 Vorwärtsgängen. In Europa wurde daher die Handschaltung auf der Mittelkonsole zur Regelbauweise, und bei den relativ seltenen Automatik-Getrieben wurde dieselbe Position für die Wählhebelkulisse genutzt. Grundsätzlich kann durch den Wählhebel am Lenkrad aber schneller geschaltet werden, da die Hand am Lenkrad einen kürzeren Weg zum Schalthebel hat.
In den USA wurden Automatikgetriebe die Regel und der Automatik-Wählhebel blieb meist an der Lenksäule, gegenüber dem Blinkerwählhebel. Da nur selten zwischen Vorwärts, Rückwärts oder Parken zu wählen ist, ist dafür die Lenkradschaltung die kompaktere Bauweise, und die Mittelkonsole kann für andere Zwecke frei genutzt werden. Bei speziell konstruierten Elektroautos, wie etwa dem Tesla Model S oder dem BMW i3, sitzt der Wählhebel meist am Lenkrad, während die Elektrovarianten von Kolbenmotor-PKW die konventionelle Position am „Getriebetunnel“ nutzen.
In den 2010er-Jahren erlebte der Schalthebel an der Lenksäule eine Renaissance, zuerst bei Luxusfahrzeugen. Sowohl Mercedes-Benz als auch BMW ordnen die Wählhebel ihrer Automatikgetriebe wieder an der Lenksäule an. Vorteilhaft ist hier die Shift-by-Wire-Bauweise, die hinsichtlich Verstellbarkeit und Crash-Verhalten der Lenksäule kaum Einschränkungen erfordert.

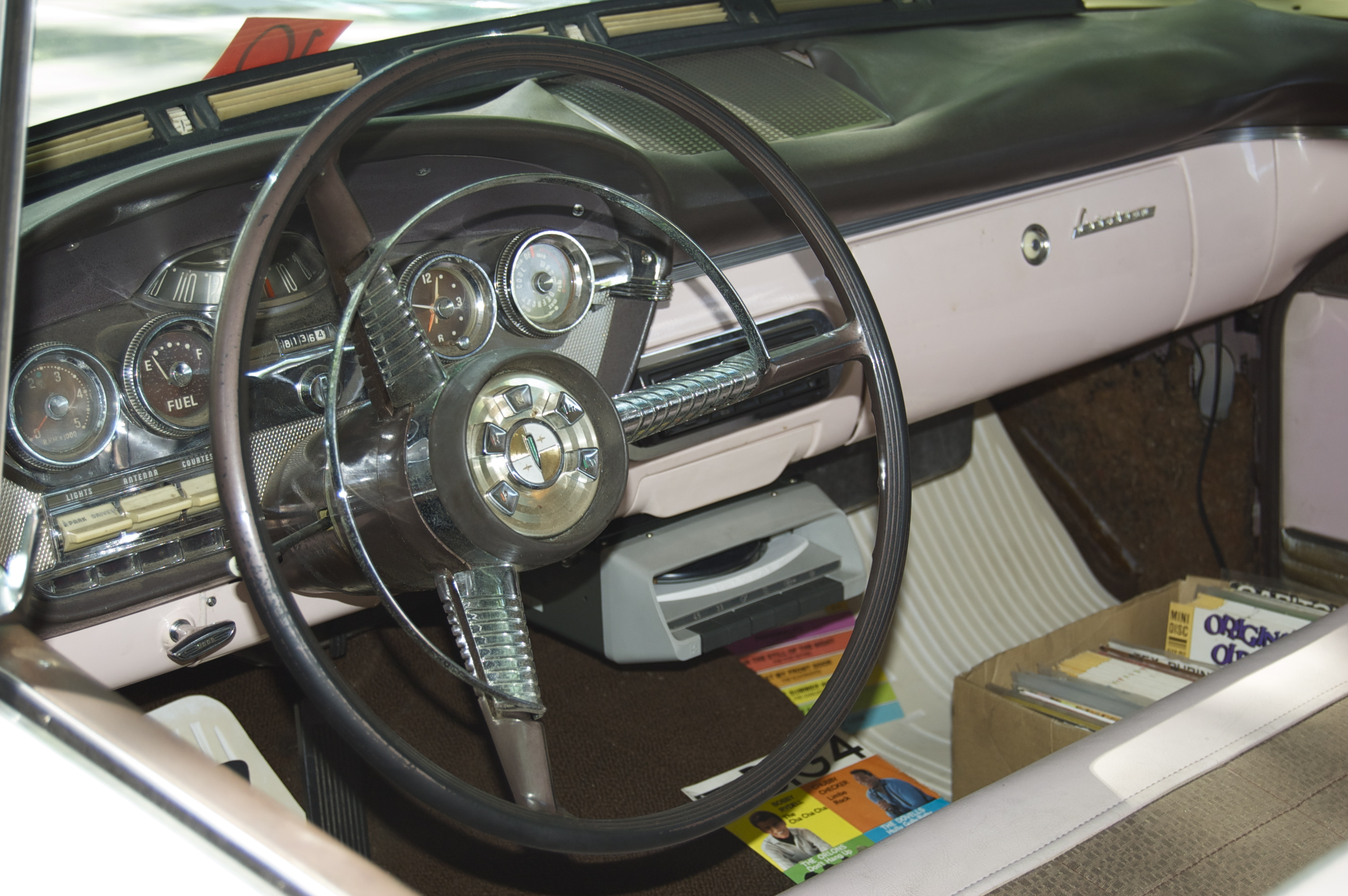
Tastenschaltung (Automatik) im Lenkrad des Edsel.

Als Bedienelement werden an dieser Position meist ein Lenkstockhebel oder Schaltwippen eingesetzt. Beim Ford Edsel befand sich hier die Tastenschaltung.

#### Fahrzeuge mit Lenkradschaltung
In den 1960er- und 1970er-Jahren wurden die meisten Mittelklassewagen wahlweise mit Mittel- oder Lenkradschaltung ausgeliefert. Die Mittelschaltung galt als die sportliche, die Lenkradschaltung als die elegante Variante. Einige Modelle gab es ausschließlich mit Lenkradschaltung, so zum Beispiel von DKW, Saab und den Renault 16.

#### Sonstiges
- Der Tatra 603 wurde mit Heckmotor, aber mit Lenkradschaltung produziert, d. h., das Schaltgestänge musste auf umständliche Weise von der Lenksäule zum hinten liegenden Getriebe geführt werden.
- Bei den DKW-Modellen der 1950er-Jahre, die mit Vierganggetriebe ausgestattet waren, lagen die Gänge umgekehrt zum üblichen Schaltschema: Der erste und dritte Gang lagen unten, zweiter und vierter Gang oben.
- Der Opel Rekord C hatte am Ende des Schalthebels einen Knopf, der gedrückt werden musste, damit der Rückwärtsgang eingelegt werden konnte.
- Der Trabant hat zwar den Ganghebel gemeinsam mit der Lenksäule verbaut, jedoch nicht die für Lenkradschaltungen übliche Mechanik, bei der der Ganghebel gegen die Lenksäule bewegt wird, sondern Mechanik und Schaltschema einer Krückstockschaltung.
- Während die übliche Stellung des Rückwärtsganges in der H-Schaltung hinten ist, liegt sie bei den meisten Volkswagen-Pkw vorne.
- Beim Goggomobil beschrieb die Schaltkulisse ein liegendes H, kein (wie sonst) stehendes, also 1. Gang vorne links, 2. Gang vorne rechts, 3. Gang (eckig zu schalten und heranziehen) hinten links usw.

In Rechtslenkerfahrzeugen ist die Anordnung der Gänge bei der Lenkradschaltung spiegelbildlich.

### Revolver- und Krückstockschaltung

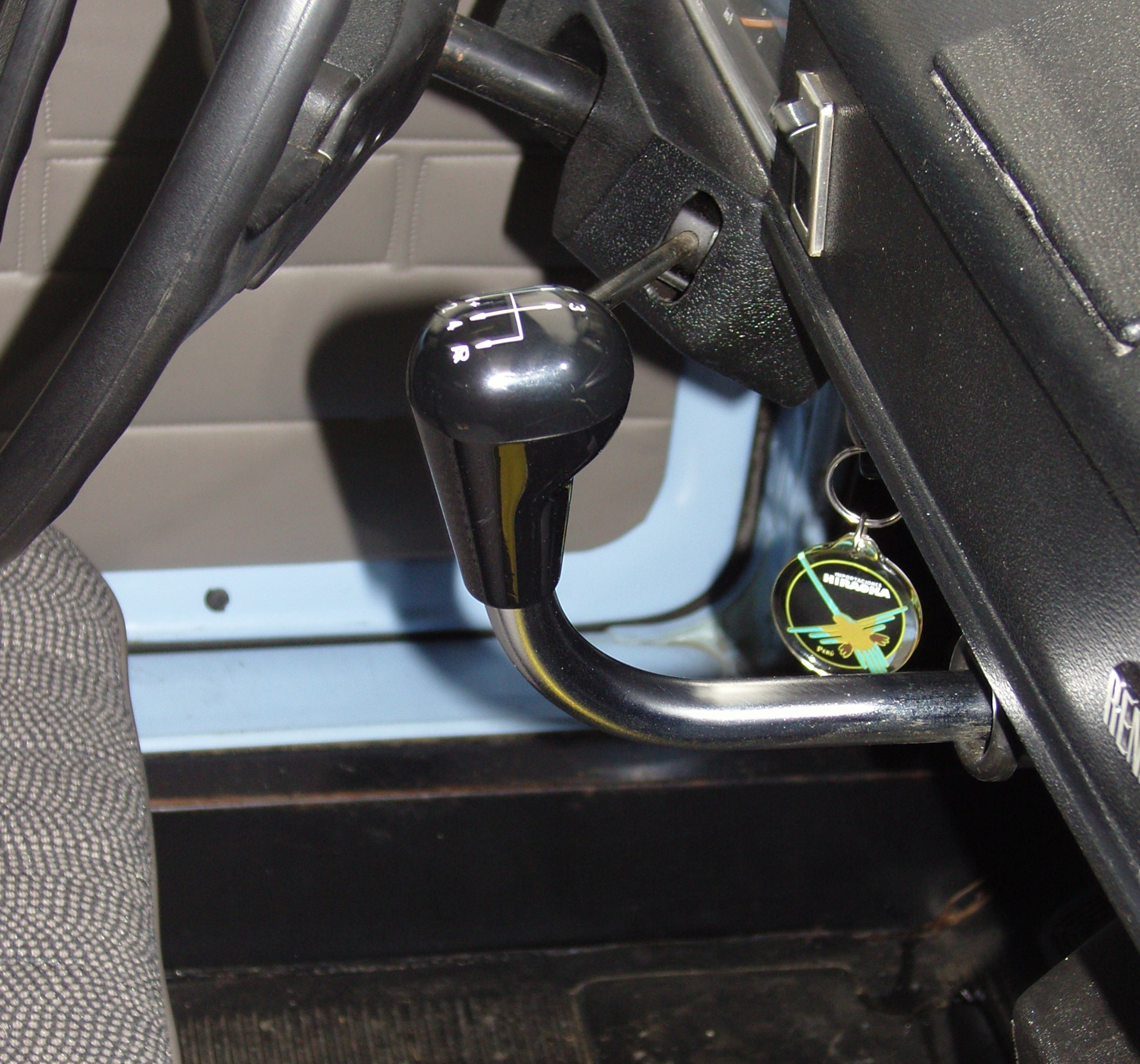
Revolverschalthebel in einem Renault 4

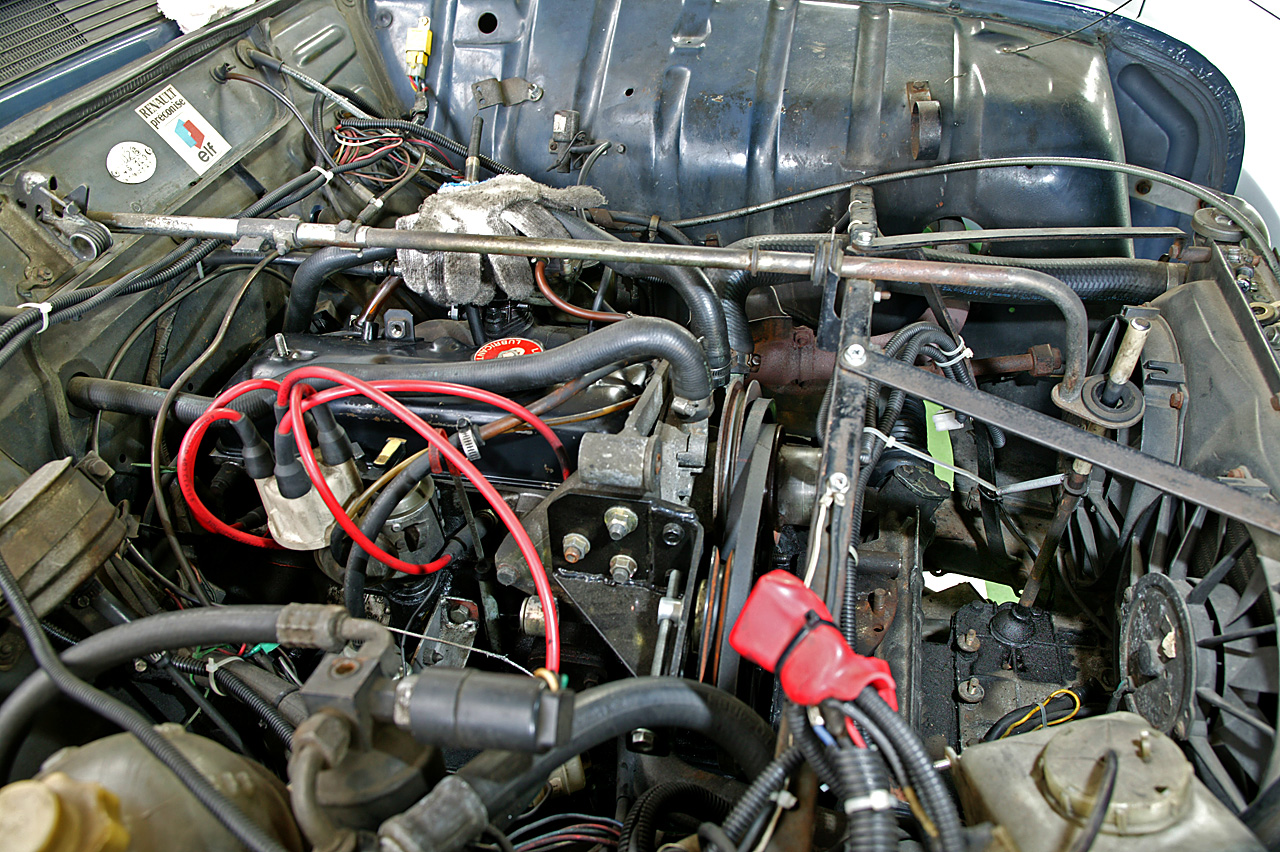
Weiterführung des Schaltgestänges im Motorraum des R4

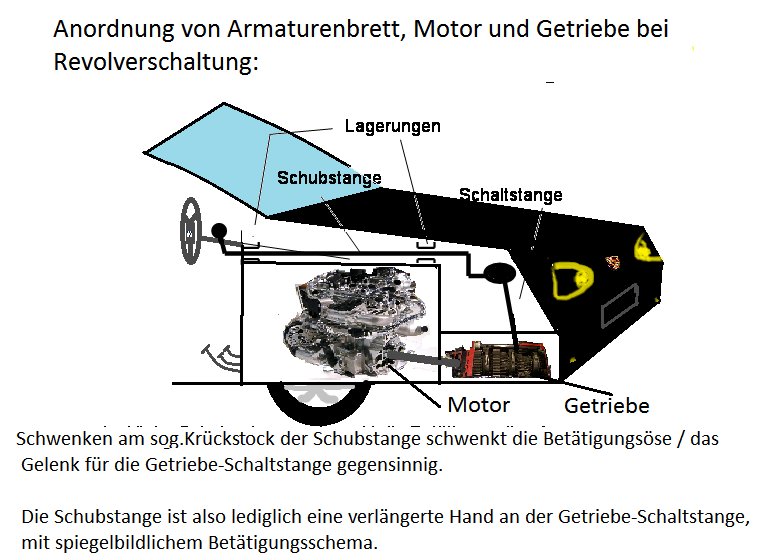
Prinzipskizze einer Revolverschaltung für Frontantrieb mit Getriebe vor dem Motor

Die Revolverschaltung oder Krückstockschaltung ist eine weitere Variante der mechanischen Schaltung. Den Namen erhielt sie durch die aus dem Armaturenbrett ragende abgeknickte Schaltstange, deren Form entfernt an eine Faustfeuerwaffe (Revolver) oder an die Krücke eines Krückstocks erinnert. Die Schaltgassen liegen bei längs eingebautem Motor längs, bei quer eingebautem Motor quer.
Die Gänge werden durch Herausziehen, Hineinschieben und Drehen der Schaltstange geschaltet. Bekannte Autos mit dieser Schaltung sind Citroën 2CV und Renault 4, bei denen die Schaltstange nach oben abgewinkelt ist. Beim Lloyd Alexander und beim Trabant zeigt das Ende der Schaltstange wie bei einer Lenkradschaltung zur Seite und beim Adler Trumpf Junior, den Dreiradlieferwagen von Tempo und den DKW-Fahrzeugen mit Quermotor nach unten.
Vorteile der Anordnung des Schalthebels im Armaturenbrett sind der bessere Durchstieg zwischen den Vordersitzen und die Möglichkeit, das Getriebe vor den Motor zu verlegen und es dennoch exakt ohne störanfällige Gelenke betätigen zu können.
Ein Nachteil der bekannten Konstruktionen liegt darin, dass der Schaltstock bei einem Verkehrsunfall zwischen den Passagieren ins Wageninnere eindringen und Verletzungen verursachen kann.